# Loisy-sur-Marne
Loisy-sur-Marne é uma comuna francesa na região administrativa do Grande Leste, no departamento de Marne. Estende-se por uma área de 14.07 km², e possui 1.099 habitantes, segundo o censo de 2018, com uma densidade de 78 hab/km².